# اس‌اس پدرنالس
اس‌اس پدرنالس (به انگلیسی: SS Pedernales) یک کشتی بود. این کشتی در سال ۱۹۳۸ ساخته شد.